# Lensia leloupi
Lensia leloupi is een hydroïdpoliep uit de familie Diphyidae. De poliep komt uit het geslacht Lensia. Lensia leloupi werd in 1954 voor het eerst wetenschappelijk beschreven door Totton. 